# Milujte se!
Milujte se! – časopis pro novou evangelizaci je katolický časopis, soustřeďující se na osvětu a vzdělávání široké veřejnosti v oblasti křesťanství, věrouky a poznání Bible. Původně vznikl v roce 1975 v Polsku pod názvem Miłujcie się!.
Dnes vychází v 15 jazycích, v několika dalších existují jeho internetové verze. V angličtině vychází pod názvem Love One Another (tato verze je distribuovaná zejména v USA, Kanadě, ale i v Africe či Indii), v ruštině Liubitie Drug Druga (distribuci zajišťuje dr Józef Kubicki TChr z Biura Pomocy dla Wschodu Episkopatu Polski), slovensky Milujte sa!, maďarsky Szeressétek egymást, rumunsky Lubiţi-vă (vychází péčí Sester misionářek lásky), německy Liebt einander , česky Milujte se!, v ukrajinské verzi Любiть одне одного!

## Polská verze
Polská verze vychází pod názvem Miłujcie się! od roku 1975. Zakladatelem byl kněz Tadeusz Myszczyński TChr., od jeho smrti v roce 1991 časopis až dosud vede kněz dr. Mieczysław Piotrowski TChr. Polská verze má průměrný náklad 220 tisíc výtisků, asi pětina nákladu je distribuována polským menšinám v zahraničí. Asi třetina nákladu je rozesílána bezplatně sociálně slabším čtenářům, zadarmo je rovněž zasíláno asi 10 000 výtisků pro polské menšiny v zemích bývalého SSSR.

## Česká verze
Českou verzi časopisu s podporou Hnutí Pro život ČR vydává Milujte se!, z.s. záštitu mu poskytli Sestry Matky Terezy, Misionáři Obláti Panny Marie Neposkvrněné a FATYM. Je zpravodajem Společenství čistých srdcí. Redakce sídlí na adrese římskokatolické farnosti Vranov nad Dyjí.
První číslo vyšlo v červenci 2007, časopis vychází čtyřikrát za rok a jeho šéfredaktorem je katolický kněz Pavel Zahradníček (předchozími šéfredaktory byli Tomáš Vyhnálek a Marek Dunda, viz tiráž archivovaných čísel). Časopis vychází s církevním schválením biskupství brněnského v nákladu přes 50 000 výtisků (v roce 2013, v roce 2011 to bylo přes 30 000 výtisků). Po Katolickém týdeníku je Milujte se! druhý nejmasověji vydávaný křesťanský časopis na českém trhu. Archiv všech vyšlých čísel ve formátu PDF je k dispozici na webových stránkách vydavatele Milujte se!, z.s.

## Zaměření a hodnocení časopisu
Název časopisu odkazuje na Ježíšův výrok „Milujte se navzájem, jako jsem já miloval Vás“ (Evangelium podle Jana, kap. 15, verš 12). byť může evokovat i frázi „Milujte se a množte se“ (lidová parafráze na „Ploďte a množte se a naplňte zemi“ z Genesis, kap. 1, verš 28). Časopis je barevný a podle jedné recenze z února 2009 je časopis při povrchním pohledu podobný tiskovinám Svědků Jehovových.
Část obsahu české verze tvoří přeložené články z polské verze, zbytek jsou původní české texty. Časopis didakticky probírá věroučná dogmata, mravouku katolické církve (s mimořádným důrazem na sexuální oblast a protipotratový postoj), životopisy světců a významných osobností katolické církve.
Časopis zveřejňuje mimo jiné příspěvky v žánru tzv. osobních svědectví týkající se terapií homosexuality, dopady antikoncepce, rozvodů, umělého oplození, posedlostí, okultu a dalších aktuálních témat. Svědectví a navazující články obsahují hodnocení z pohledu římskokatolické církve a vysvětlují racionální důvody pro její učení. Texty zdůrazňují důstojnost, vznešenost, krásu a smysl lidského života, jehož cíl je v nebi, ale zároveň nezastírají velkou náročnost života věřících katolíků.
V některých zveřejněných osobních svědectvích se vyskytla i témata vyléčení z homosexuality pomocí postů a modliteb a Boží tresty za předmanželský sexuální život (redakcí vysvětlené jako přirozené důsledky zla). Obsahují i označení nemanželského soužití tradičním církevně-právním výrazem konkubinát, akceptaci exorcismu atd. Šéfredaktor věnuje podle svých slov na každém čísle stovky hodin přípravě, aby neobsahovalo nic, co by mohlo odporovat katolické víře a mravům.
Podle Ignáce Pospíšila se časopis vyhýbá problematickým a kontroverzním tématům z katolické historie, což potvrdil i zástupce časopisu. Podle Pospíšila se časopis asi nestane oblíbeným čtivem katolíků, kteří mají problém s některými zásadami katolické morálky v sexuální oblasti, zastánců „svobodné volby“ nebo „tak zvaných křesťanů“, kteří mají problém s akceptací věrouky (víry v zázraky, zázračného početí, zmrtvýchvstání a božství Ježíše), ani protestantů či pravoslavných alergických na slova papež či papežský primát, avšak na druhé straně nepochybně jde o vhodné čtivo pro katolíky a i nekatolík, který se chce dovědět něco o katolicismu, si přijde na své.
Centrum mládeže olomoucké arcidiecéze jej na svých stránkách v prosinci 2008 doporučovalo jako kvalitní křesťanský časopis pro mládež.